# Иризация

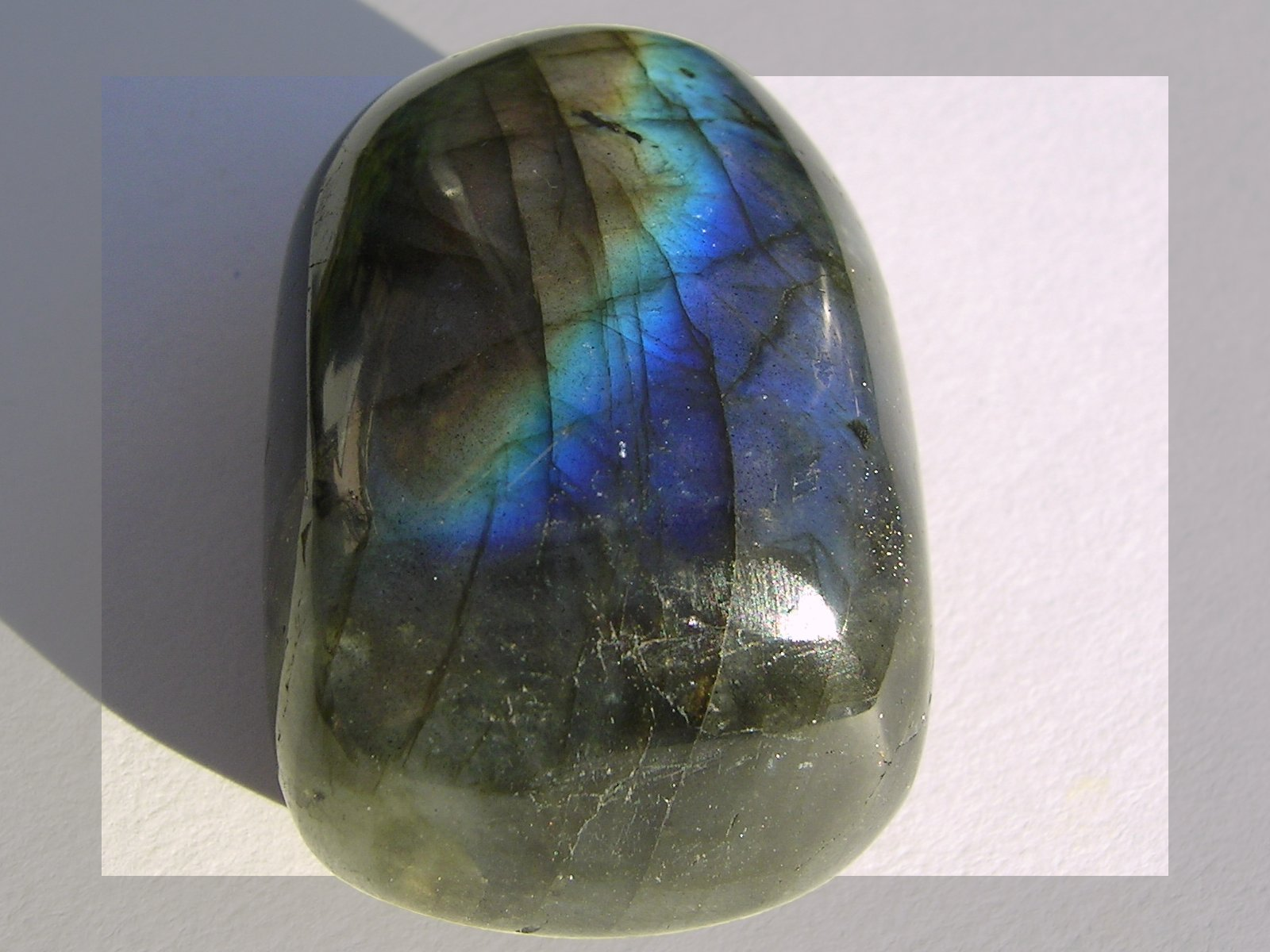
Эффект иризации в минерале Лабрадор

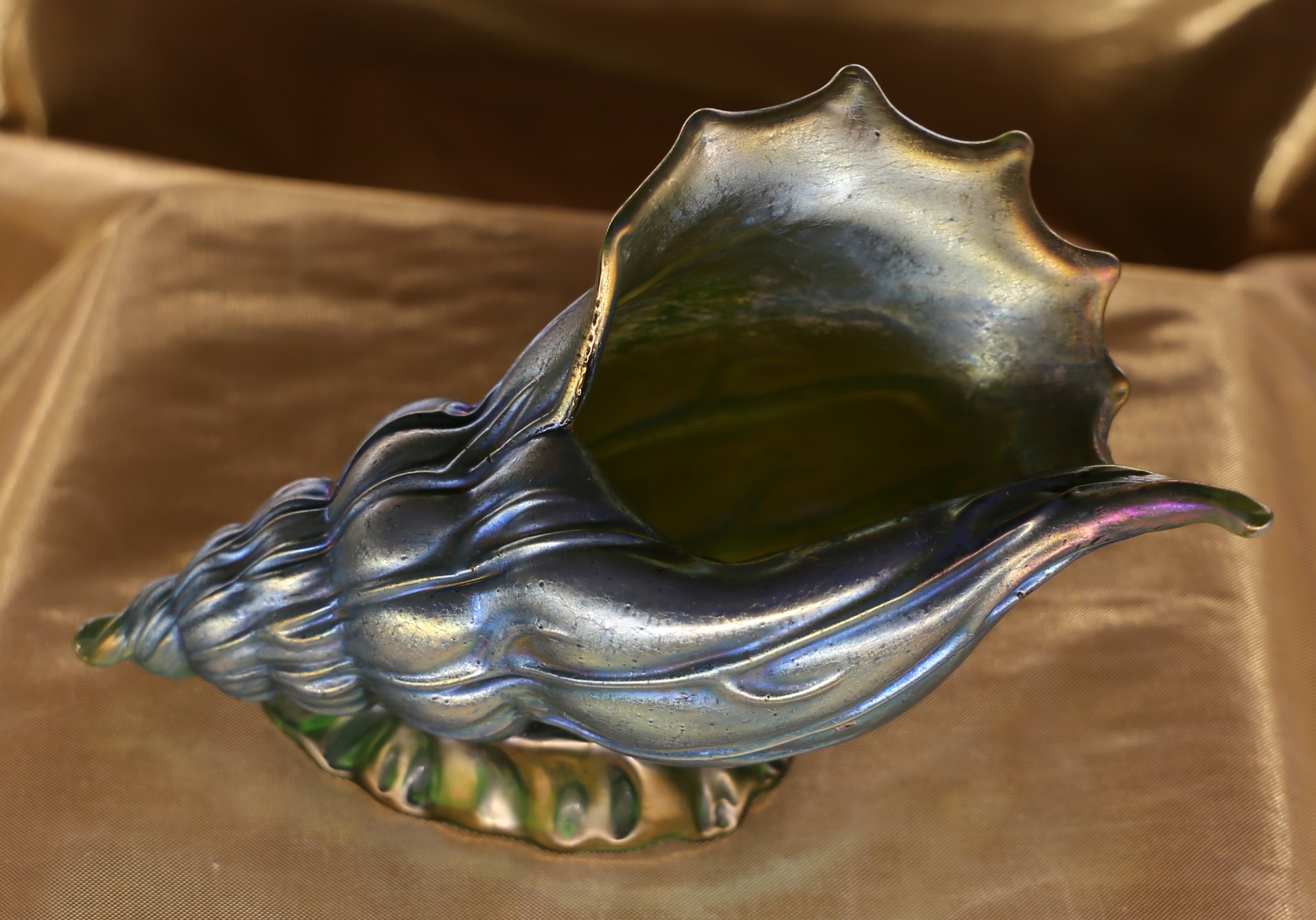
Раковина. Стекло, иризация. Фабрика «Вдовы Йоханна Лётца». Клостермюле, Австрия

Иризация (лат. iris — радуга) — оптический эффект радужной окраски какой-либо поверхности, возникающий под действием интерференции световых волн.

## Иризация в природе
Природная, естественная иризация возникает на внутренней поверхности раковин моллюсков, на жемчужинах, перламутре, на крыльях бабочек, чешуе некоторых рыб и крыльях жуков, а также многих минералов при ярком освещении, в особенности на ровном сколе камней после их полировки. Подобный эффект «в виде молочно-белого или перламутрового света» на поверхности опала называют опалесценцией.
Голубовато-белое мерцание, иногда с золотистыми, жёлтыми или красноватыми отливами, меняющееся при малейшем повороте камня, часто наблюдается у калиевого (адуляр) и кальциево-натриевого (олигоклаз) полевых шпатов как следствие интерференции световых волн на их полисинтетически сдвойникованных пластинках («лунный камень», «беломорит»). Применительно к другому полевому шпату, лабрадору, обладающему яркой серебристо-синей зональной иризацией, этот термин упоминался ещё Агриколой (1546). Иризация отмечается также у некоторых корундов и кварцев, изредка — у бериллов и диопсидов. Камни с таким эффектом — красивые самоцветы, которые очень интересно смотрятся как на полированных срезах, так и после их обработки в виде кабошонов. Они широко используются как поделочный материал, в ювелирном деле и инкрустациях изделий декоративно-прикладного искусства.
Яркое описание иризации минерала, не называя его терминологически, оставил в своих воспоминаниях академик Ферсман, «открывший» и запустивший в поделочное производство беломорит, иризирующую разновидность альбитов.

По отдельным блестящим поверхностям раскалывался камень, и на этих гранях играл какой-то таинственный свет. Это были нежные синевато-зеленые, едва заметные переливы, только изредка вспыхивали они красноватым огоньком, но обычно сплошной загадочный лунный свет заливал весь камень, и шел этот свет откуда-то из глубины камня, — ну так, как горит синим светом Чёрное море в осенние вечера под Севастополем.

Нежный рисунок камня из каких-то тонких полосочек пересекал его в нескольких направлениях, как бы налагая таинственную решетку на исходящие из глубин лучи.— Александр Ферсман, «Воспоминания о камне», 1940
Старинные изделия из стекла, находившиеся долгое время в сырой почве или даже просто на открытом воздухе, также подвергаются иризации в результате окисления, разрушающего их поверхность.
Близкое понятие: астеризм.
Едва ли не самым заметным и распространённым в природе явлением считается иризация облаков. Она заключается в том, что при появлении вблизи солнечного диска высоко-кучевых или перисто-кучевых облаков, в них образуются яркие цветовые пятна, чаще всего, розового и зеленого цветов. Они имеют расплывчатые неопределенные формы и, находясь близко друг к другу, иногда окрашивают всё облако целиком. Нередко вместо локальных пятен проявляются волнистые полосы чередующихся розового и зеленого цветов. В этих случаях иризация напоминает венец.

## Искусственная иризация
В истории искусства, главным образом декоративного, часто используют технические приёмы искусственной иризации поверхности различных материалов подобных воронению стали или патинированию бронзы.
В художественном стеклоделии периодов историзма и модерна широкое развитие получил приём искусственной иризации ради получения эффекта перламутрового блеска, схожего с металлическим люстром керамических изделий. Впервые, в 1863 году этим приёмом воспользовались мастера фирмы Лобмейр. В результате спрыскивания горячего изделия жидкой смесью хлористого олова с нитратом бария на поверхности стекла появлялись тонкие металлические плёнки: «иризы», создающие эффект люстрирования. В зависимости от соотношения компонентов и температуры возникает либо бесцветный, либо золотисто-жёлтый или красноватый блеск. Мастером этой техники был выдающийся художник по стеклу Луис Комфорт Тиффани, а также Эмиль Галле и братья Дом — главные представители школы Нанси во Франции, художники фабрики «Вдовы Йоханна Лётца» в Австрии.